# 蘇格蘭慈善監管機構辦公室
慈善監管機構辦公室（英語：Office of the Scottish Charity Regulator，縮寫OSCR）是蘇格蘭政府的一個非內閣部門，負責監管蘇格蘭的慈善機構。
蘇格蘭慈善監管機構辦公室是24,000多家蘇格蘭慈善機構的獨立監管機構和註冊機構。其負責為蘇格蘭慈善機構制定監管框架。
根據《1990年法律改革（雜項規定）（蘇格蘭）法》第6條，蘇格蘭檢察總長有權出於一般或特定目的進行調查，並有權從慈善機構獲取各種類型的信息。在1998年蘇格蘭法令過後以及蘇格蘭議會和蘇格蘭政府成立後，這一權力由蘇格蘭部長行使。